# Benalroma
Benalroma, junto con Torremuelle y los Molinillos, es uno de los yacimientos arqueológicos costeros de época romana del municipio de Benalmádena (Málaga). Los inicios de esta zona de la villa (pars urbana) se remontan a la época altoimperial con un uso exclusivamente residencial, dotado de cierta suntuosidad; a partir del siglo III d. C., este asentamiento experimenta un proceso de reorganización, situándose en esta zona la pars rustica obviando todo tipo de lujo, característicos de la primera fase; su abandono definitivo se produce a finales del siglo IV d. C.

## Situación
El yacimiento se localiza en Benalmádena, en primera línea de costa, en la intersección de la Avenida Antonio Machado (N-340) y la Avenida de las Palmeras.

## Descripción

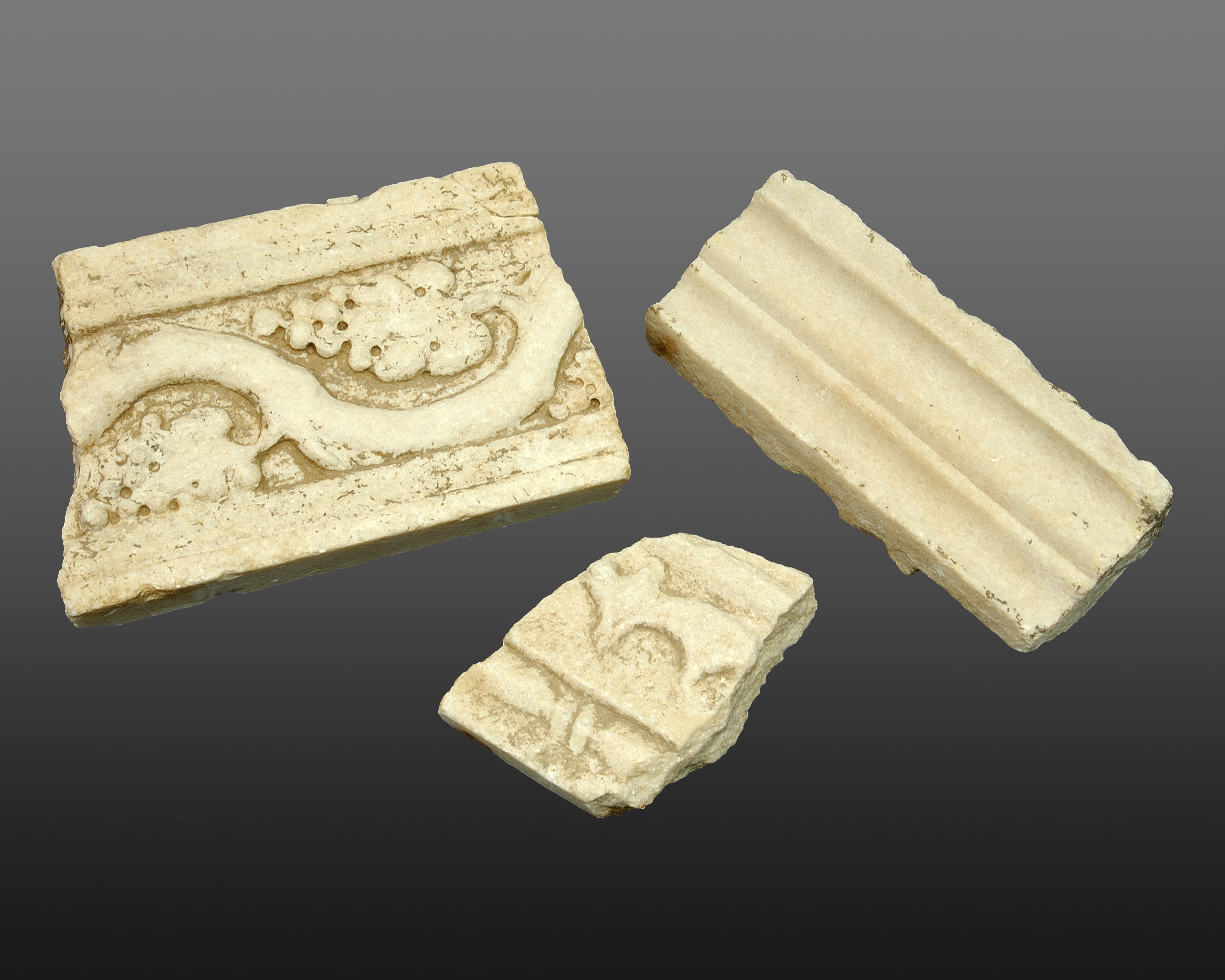
Mármoles moldurados. Benalroma

En 1980, se localizan de forma casual los restos arqueológicos del yacimiento. Un equipo de la Universidad de Málaga dirigido por D. Pedro Rodríguez Oliva, lleva a cabo varias campañas arqueológicas en el lugar que ponen al descubierto los restos de una villa residencial cuyo primer momento de ocupación tuvo lugar en época augustea.
De este periodo, uno de los hallazgos más singulares lo constituyen un viridarium o jardín, por el que discurre una conducción de agua o euripus de forma escalonada; este euripus estaba rematado por varias pilas semicirculares a modo de fuente que, a tenor de los restos localizados junto a ella, debió estar ricamente decorada con pequeñas conchas marinas (cardium edule), estuco pintado y mosaicos. En torno al viridarium, se documenta también un depósito regulador de agua que debió abastecer de agua la fuente, y varias habitaciones de opus incertum con alternancia de sillares en las esquinas que recuerdan a las típicas construcciones de opus africanum.
En esta zona, también es destacable la presencia de mármoles moldurados y fragmentos de estucos parietales policromos que adornaron los paramentos interiores de estas construcciones, mostrando así el alto grado de riqueza que alcanzó una villa que, hasta mediados del siglo III d. C.

Es entonces cuando estos espacios se reorganizan con una finalidad industrial, obviando todo tipo de lujo y dando paso a un conjunto de carácter mucho más sobrio, hasta su momento de abandono, en torno a finales del siglo IV d. C. e incluso principios del siglo V d. C. En la zona occidental de la villa, se localizan algunas habitaciones tardías construidas directamente sobre niveles altoimperiales totalmente arrasados. 

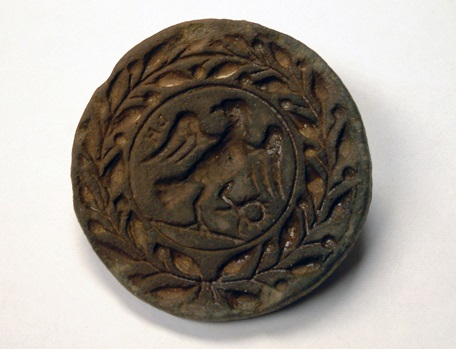
Disco sello de panadero con representación de águila, Museo Municipal de Benalmádena.

En la zona oriental del yacimiento se descubre parcialmente un depósito de gran capacidad, orientado de norte a sur y enlucido con fuerte signinum. Junto a este gran aljibe, se localiza por el lado norte una pila termal que habría que poner en relación con el aljibe. En el sector sur de la villa, la superposición en las cimentaciones, indicaban dos fases de ocupación bien diferenciadas: una perteneciente a los primeros momentos de ocupación y otra del siglo III d. C. cuyo momento de abandono se situaría en el último cuarto del IV d. C.
A escasos 50 metros de la villa en dirección noreste, en un solar situado en el inicio de calle las Yucas, se lleva a cabo una intervención arqueológica en 2006. Los resultados de esta intervención arqueológica, a pesar de los problemas interpretativos del yacimiento, dificultados por la presencia de niveles de destrucción, ponen de manifiesto la existencia de una factoría de salazones, una cetariae, con unos paralelos muy cercanos en la factoría de Torremuelle, tanto por la posible distribución en batería de las pilas, como por su cronología; igualmente, ambos complejos datan del siglo I d. C., se asientan junto a un arroyo y aparecen vinculados a una villa.
No se tienen datos fiables del número y dimensiones de las pilas de este yacimiento, pero al menos se cuentan con varios datos a tener en consideración, como son las dimensiones de los fragmentos de signinum aparecidos y la longitud del muro de cierre, lo que vendría a suponer la actividad de un mínimo de entre nueve o diez piletas salsarias que se ponen en relación con un complejo industrial relacionado con la producción de salazones; este centro, vinculado a la villa romana de Benalmádena Costa durante sus primeros momentos de ocupación, tuvo en época altoimperial (como ocurre con la factoría de Torremuelle), su momento de abandono. Junto a estas investigaciones, las efectuadas en el cercano complejo industrial de Los Molinillos han sido determinantes para conocer algunos aspectos como el abastecimiento de cerámicas producidas en el alfar a partir de los inicios del siglo III d. C.

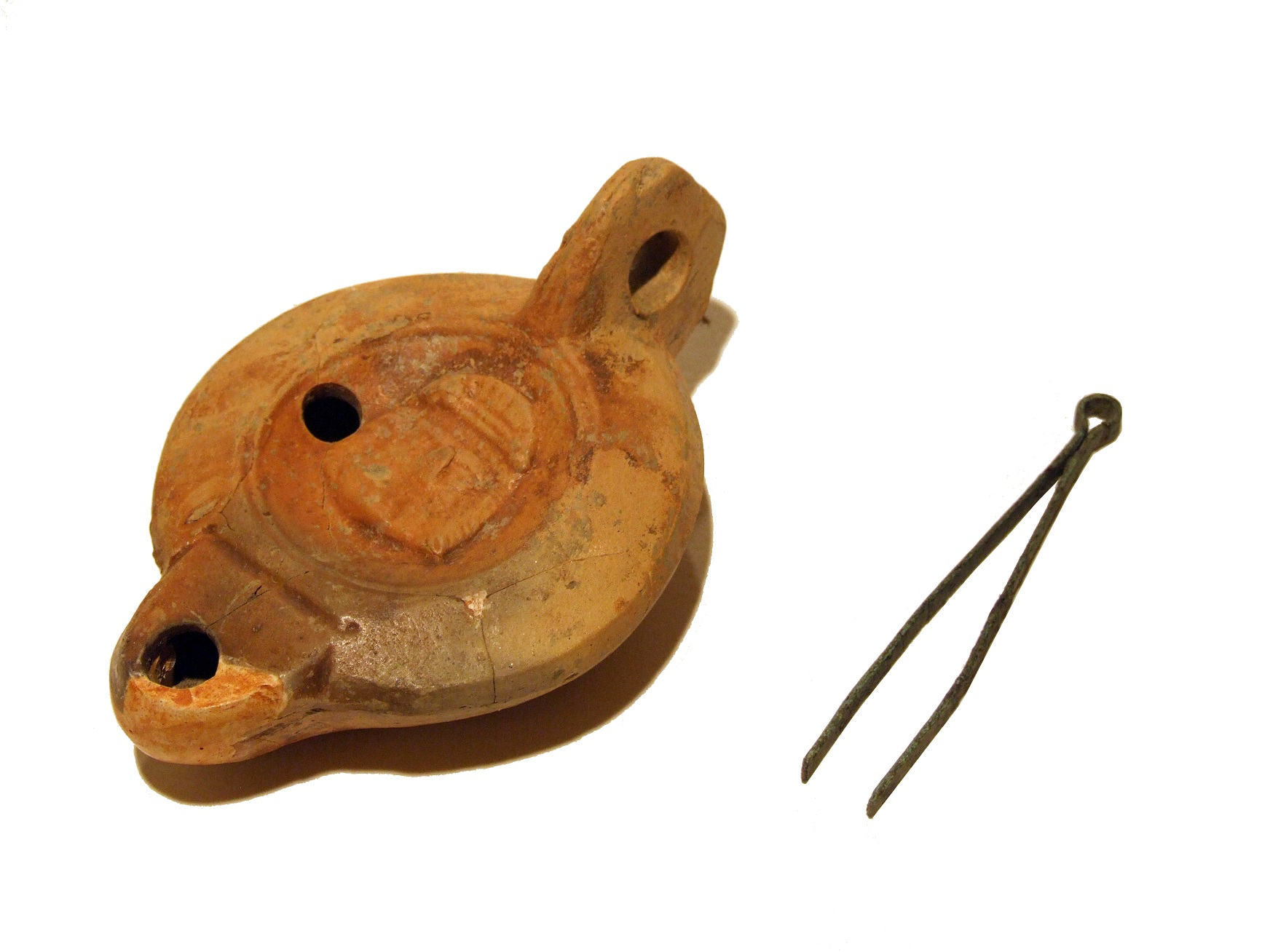
Lucerna con representación de Hércules báquico y pinzas para mecha. Benalroma.

## Materiales
Los materiales obtenidos en Benalroma a lo largo de las primeras campañas de excavación (1980) son abundantes y variados: en cerámica común se documenta un amplio elenco de contenedores de uso industrial y doméstico; y, por otra parte, se encuentra un buen número de fragmentos de vajilla de mesa. Una pieza singular lo constituye un disco sello con la impronta en negativo de un águila imperial con las alas desplegadas y, en una de sus garras, una corona de laurel y un cetro; estas tipo de piezas probablemente debió de utilizarse en acontecimientos oficiales.
A partir de 2002, se efectúan nuevas búsquedas arqueológicas, que completan los resultados de las intervenciones precedentes. Entre el gran volumen de material arqueológico documentado en casi dos metros de potencia estratigráfica que albergan los restos de más de cuatro siglos de historia, se registran ánforas y contenedores para almacenamiento, cerámicas de cocina, cerámicas comunes, vajilla de mesa (Terra Sigillata itálica, gálica e hispánica) y otro tipo de objetos relacionados con la cosmética y el adorno personal, como las agujas en hueso para el tocado (acus crinalis).